# Senones
Senones là một xã trong vùng Grand Est, thuộc tỉnh Vosges, quận Saint-Dié-des-Vosges, tổng Senones. Tọa độ địa lý của xã là 48° 23' vĩ độ bắc, 06° 58' kinh độ đông. Senones có điểm thấp nhất là 328 mét và điểm cao nhất là 722 mét. Xã có diện tích 18,73 km², dân số vào thời điểm 1999 là 2906 người; mật độ dân số là 155,15 người/km².

## Thông tin nhân khẩu
| 1962 | 1968 | 1975 | 1982 | 1990 | 1999 |
| ---- | ---- | ---- | ---- | ---- | ---- |
| 3910 | 4015 | 3882 | 3427 | 3157 | 2906 |